# Arnovo selo
Arnovo selo je naselje v Občini Brežice.

## Prebivalstvo
Etnična sestava 1991:
- Slovenci: 301 (98,3 %)
- Hrvati: 2
- Albanci 1
- Makedonci 1
- Drugi: 1